# Marc de Montjou
Pour les articles homonymes, voir Montjou.
Marc de Montjou (Paris 2e, 24 février 1896 - Loos-en-Gohelle, 7 octobre 1915) est un militaire français tué durant la Première Guerre mondiale qui aurait inspiré Lucien Rebatet pour l'un des personnages principaux de son roman Les Deux Étendards.

## Biographie
La famille de Montjou est originaire de Vendée et du Poitou. Marc de Montjou est le fils de Marie-Louis-René Gaborit de Montjou, lieutenant, né à Tours vers 1858. Il est le demi-frère de Guy de Montjou, homme politique français.
Élève de philosophie à Sainte-Croix de Neuilly où il obtient le baccalauréat en 1912, il y est le condisciple d'Henry de Montherlant, avec lequel il devient très lié. Il entre ensuite à l'École polytechnique. Aspirant d'artillerie pendant la Première Guerre mondiale, il est tué le 7 octobre 1915, à la bataille de Loos, âgé de dix-neuf ans,. Il est inhumé à Poitiers.
Il est mentionné dans La Relève du matin, d'Henry de Montherlant (1920). Lucien Rebatet a, paraît-il, construit son roman Les Deux Étendards en dissertant sur les directions opposées prises par les vies de Montherlant et de Montjou.